# Maximilian Barck
Maximilian „Max“ Barck, auch genannt Maksimilijan Bark (* 30. April 1962 in Rostock; † 15. Januar 2013 in Berlin), war ein deutscher Schriftsteller und Herausgeber.

## Leben
Barck lebte seit 1968 in Berlin. Er studierte am Deutschen Literaturinstitut Leipzig.
1985 gründete er in Ostberlin die Künstlergruppe „Maldoror“ und arbeitete dann als Autor und Herausgeber der originalgrafischen Zeitschrift Herzattacke. Nach der deutschen Wiedervereinigung ging 1991 aus „Maldoror“ die Künstlergruppe „Herzattacke“ hervor, die er 1992 unter diesem Namen eintragen ließ. Von nun an wirkte er unter dem Label „Edition Maldoror“ als Herausgeber zahlreicher Publikationen namhafter Autoren.
Hartmut Andryczuk sah in seinem persönlichen Nachruf Barcks Vorliebe für surrealistische und neosurrealistische Autoren. Aus seiner Sicht gelang mit seiner Arbeit „ein umfangreiches Editionswerk“. Die Künstlergruppe „Herzattacke“ erhielt 2005 den Victor Otto Stomps-Preis der Stadt Mainz. Gerd Sonntag attestierte ihm auf seiner Website adaponte.de ein durch sein „Verscheiden … tiefes Loch“. Lothar Klünner, Gert Neumann, Wolfgang Hilbig, Lothar Böhme und weitere halfen aus seiner Sicht Barck dabei. Sonntag widmete ihm eine Radierung in Palmbaum, Heft 1/2013. André Schinkel verfasste einen Nachruf in der Zeitschrift Marginalien – Zeitschrift für Buchkunst und Bibliophilie der Pirckheimer-Gesellschaft.
Aus der Ehe mit seiner Frau gingen gemeinsame Kinder hervor.

## Werke
1. Todesspiel, Prosa, Edition Maldoror (1988), Buchkassette mit  Kaltnadelradierungen von Ralf Niebergall
2. Der ewige Redner, Prosa, Edition Maldoror (1990), Buch mit Linolschnitten von Martin Barber
3. Kaspar Hauser, Prosa, Edition Maldoror (1990), Buch mit Siebdrucken von Rainer Tschernay
4. Metaphysisches Intermezzo, Prosa, Edition Maldoror (1990), Buch mit Siebdrucken von Mikos Meininger
5. Die Bildwelten des Pontus Carle, Essay, Edition Maldoror (1992), Buchkassette mit Lithographien von Pontus Carle (Schweden)
6. Opake Blöcke, Lyrik, Edition Maldoror (1992), Buchkassette mit unikaten Handzeichnungen von Klaus Bendler
7. Autistische Hieroglyphen, Lyrik, Edition Maldoror (1992) Buchkassette mit  Lithographien von Pontus Carle (Schweden)
8. Fragmentarium Fragile, Lyrik, Edition Maldoror (1993), veröffentlicht unter dem Pseudonym Bernhard Schlichter, Buch mit Lithographien von Pontus Carle (Schweden)
9. Maulwurf – Fragmente, Lyrik, Edition Maldoror (1993), Buch mit Lithographien von Pontus Carle (Schweden)
10. Sensitive Splitter, Lyrik, Edition Maldoror (1993), Buchkassette mit Siebdrucken von Mikos Meininger
11. Sensitive Splitter, Lyrik, Edition Maldoror (1993), Buchkassette mit Lithographien von Pontus Carle (Schweden)
12. Fragmente über den Sinn einer Poetologie des Scheiterns, Edition Maldoror (1994), Buchkassette mit Siebdrucken von Thomas Weber
13. Unbedingt Unmögliches, Lyrik, Edition Maldoror (1994), Buch mit Siebdrucken von Kris Wiete Wulsten
14. Ausnahmslos K., Lyrik, Edition Maldoror (1996), Buch mit Fotografien (Handabzüge) von Andreas Rost
15. Sonnenambule Sakrilege, Lyrik, Edition Maldoror (1999), Buch mit Siebdrucken von Thomas Weber
16. Sinn Wahn Stiftend All, Lyrik, Edition Maldoror (1999), Buch mit Siebdrucken von Klaus Zylla
17. Vehementes Veto, Lyrik, Edition Quatre En Samisdat (2001), Buchkassette mit Fotografien (Handabzüge) von Andreas Rost
18. Absolut Abwesend, Lyrik, Edition Maldoror (2006), veröffentlicht unter dem Pseudonym Phillipp Passeur, Buchkassette mit Siebdrucken von SIKO (Silvia Konrad)
19. Wenn Dünen brennen, Lyrik, Edition Maldoror (postum 2015), Buch mit unikaten Handzeichnungen von Mike Bruchner